# مار دریایی پوست‌منجوقی
 مار دریایی پوست‌منجوقی(نام علمی: Enhydrina schistosa) نام یک گونه از تیره کفچه‌ماران است.